# Neath RFC
Der Neath Rugby Football Club ist ein Rugby-Union-Verein, der in der Welsh Premier Division spielt. Die Heimspiele werden im Stadion The Gnoll ausgetragen.

## Geschichte
Der Neath RFC wurde 1871 gegründet und ist damit der älteste walisische Rugbyclub. Trotz seiner Historie gehört der Verein nicht zu den Gründungsmitgliedern der Welsh Rugby Union 1881. Warum kein Vertreter von Neath bei dem Treffen der walisischen Vereine dabei war, ist bis heute unklar. In der Saison 1882/83 wurde der Club jedoch in die Reihen des Verbandes aufgenommen.
2003 entschied die WRU, fünf regionale walisische Teams zu gründen. Diese setzten sich aus den bestehenden Vereinen zusammen. Neath fusionierte mit dem Swansea RFC und wurde zu den Ospreys. Die beiden Teilbesitzer blieben bestehen und spielten weiterhin in der Welsh Premier Division. 2008 entschied sich der Verein, sein Stadion mit dem Fußballverein Neath AFC zu teilen, um die Modernisierung voranzutreiben.
Ab der Saison 2009/10 wird der Verein am British and Irish Cup, einem Wettbewerb für zweitklassige Vereine, teilnehmen.

## Erfolge
- Welsh Premier Division: 1991, 1996, 2005, 2006, 2007, 2008, 2010
- walisischer Pokalsieger: 1972, 1989, 1990, 2004, 2008, 2009

## Bekannte ehemalige Spieler
| - Allan Bateman - Huw Bennett - Andrew Bishop - Scott Gibbs - Adam Rhys Jones - Duncan Jones | - Gareth Llewellyn - Dai Morris - Darren Morris - Rowland Phillips - Brian Williams - Shane Williams |